# 北越急行
北越急行株式会社（ほくえつきゅうこう、英: Hokuetsu Express Corporation）は、新潟県でほくほく線を運営する第三セクター方式の鉄道会社である。本社は新潟県南魚沼市六日町2902番地1に所在する。

## 概要
国鉄再建法により工事が中断されていた北越北線の工事を引き受けるべく、1984年（昭和59年）8月30日に設立された。この北越北線は非電化の地方ローカル線となる見込みであったが、もともと優等列車の運転を想定して高い規格で建設されていたこともあり、1989年（平成元年）5月31日に電化・高速化の計画変更がなされ、1997年（平成9年）3月22日にほくほく線として開業した。なお、会社設立から開業まで13年を要しているが、これは鍋立山トンネルをはじめとする工事の遅延や、高速化工事の実施によるものである。
開業以来、2014年度まで、東京対北陸の広域輸送を担ってきた特急「はくたか」が通過していたことにより、10日間しか営業していなかった初年度を除いて毎年数億円の黒字となっており、収益率についても2001年度の営業係数は73.0パーセントと、第三セクター鉄道トップの座を守ってきた。
しかし、北陸新幹線金沢延伸により特急「はくたか」が廃止されると、もともと収益全体の9割が特急による収益で、普通列車の収益は全体の1割にも満たなかったことから、2015年度以降赤字に転落している。ただし、開通当初から赤字に転落することを見越して過去の収益を貯め込んでおり、「はくたか」廃止から4年後の2019年3月期においてもなお純資産額は約112億円にのぼる。その純資産の大半は債券などの有価証券として約93億円を保有し、適格機関投資家としての資産運用により約1億8000万円（2019年3月期）の利息収益を挙げ、赤字幅縮小に寄与している。
現在は地域密着型のローカル線として地域輸送を主に行っているが、「ゆめぞら」などのイベント列車による誘客を積極的に実施している。

## 歴史
- 1984年（昭和59年）8月30日 - 会社設立。
- 1995年（平成7年）3月7日 - 開業への最大の難関となった鍋立山トンネルが完成。
- 1997年（平成9年）3月22日 - ほくほく線 六日町 - 犀潟間開業。同線を経由する特急「はくたか」の運転を開始し、JR線と相互直通運転開始。
- 2004年（平成16年）10月23日 - 新潟県中越地震により被災。全線で運転見合わせ。なお、十日町市内のほくほく線十日町トンネル上に地盤沈下が集中的に発生した。
  - 10月26日 - 犀潟 - まつだい間で運転再開。
  - 11月2日 - 全線で運転再開。
- 2014年（平成26年）11月 - 金融庁へ適格機関投資家の届け出を行う[8]。
- 2015年（平成27年）3月14日 - 北陸新幹線 長野 - 金沢間開業に伴い、特急「はくたか」の運行を終了し、新たにHK100形を使用した最速達列車として超快速「スノーラビット」を運転[9]、1往復がえちごトキめき鉄道妙高はねうまラインに乗り入れる[10]。JR線とは北越急行からの片乗り入れに変更、えちごトキめき鉄道へは片乗り入れ。
- 2016年（平成28年）5月 - 旅行業登録（新潟県知事登録旅行業第2-403号）を行う[11]。

## 路線
- ほくほく線 六日町駅 - 犀潟駅 59.5 km

## 車両

### 現有車両

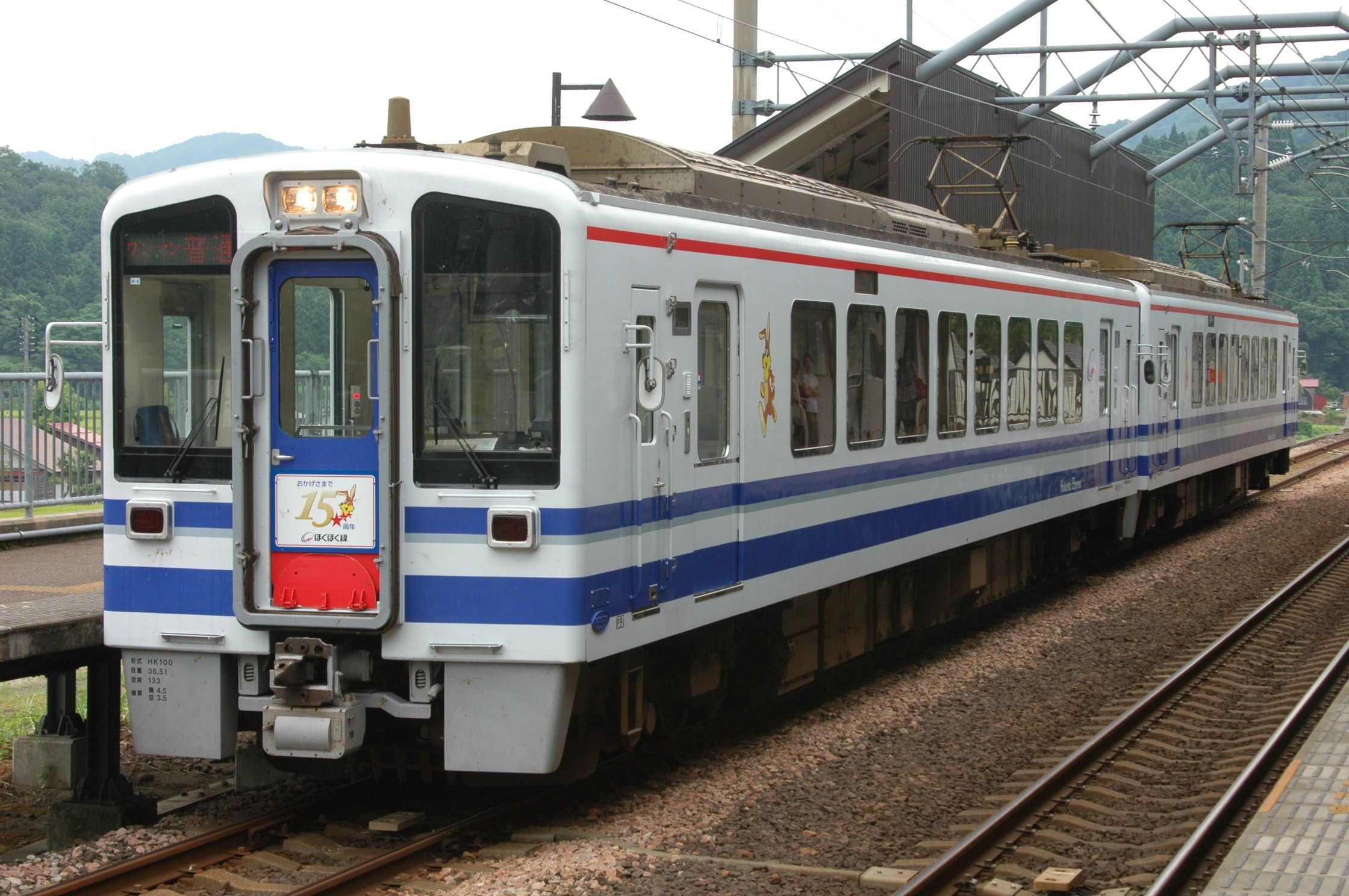
HK100形
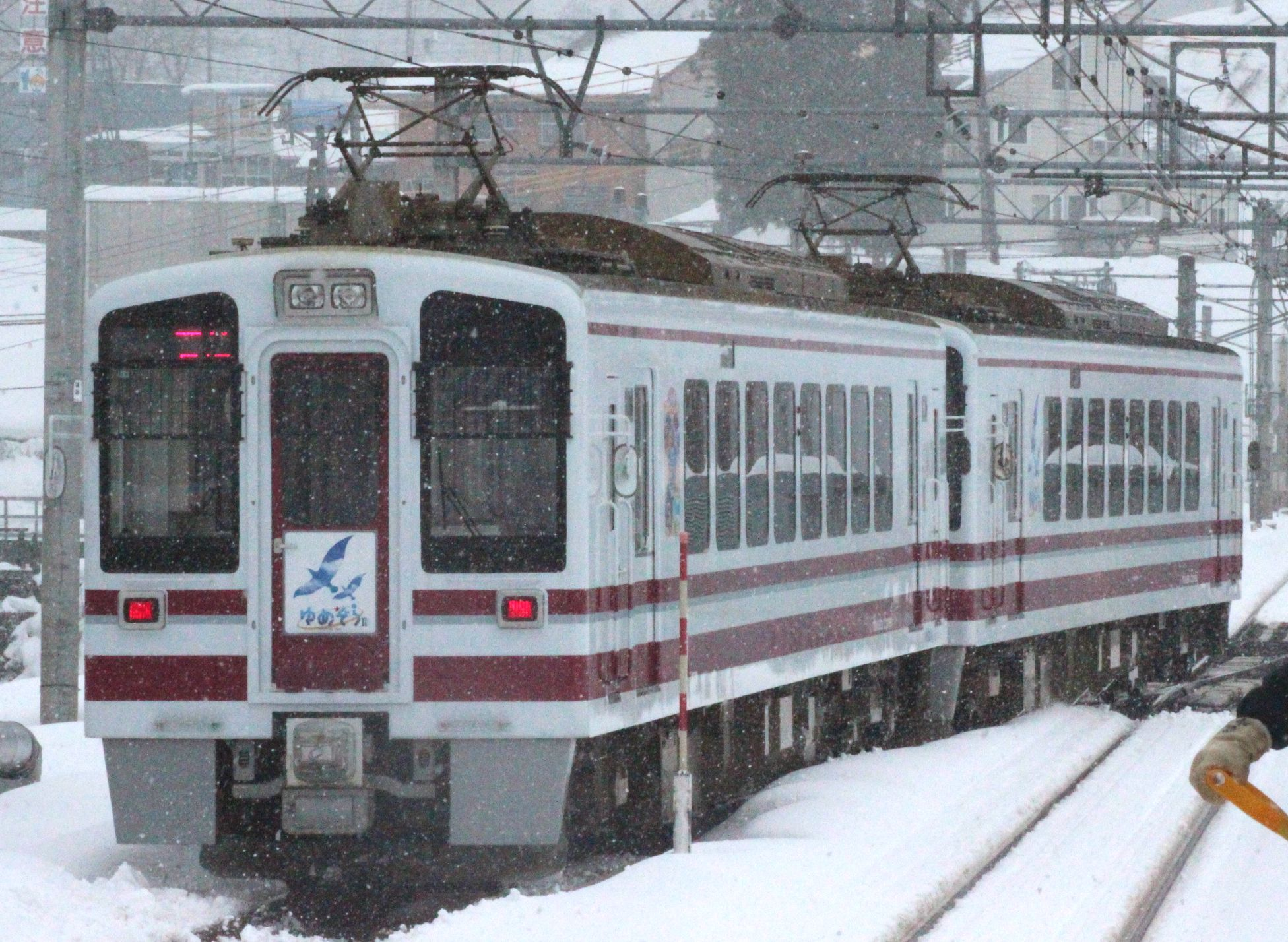
HK100形「ゆめぞらII」
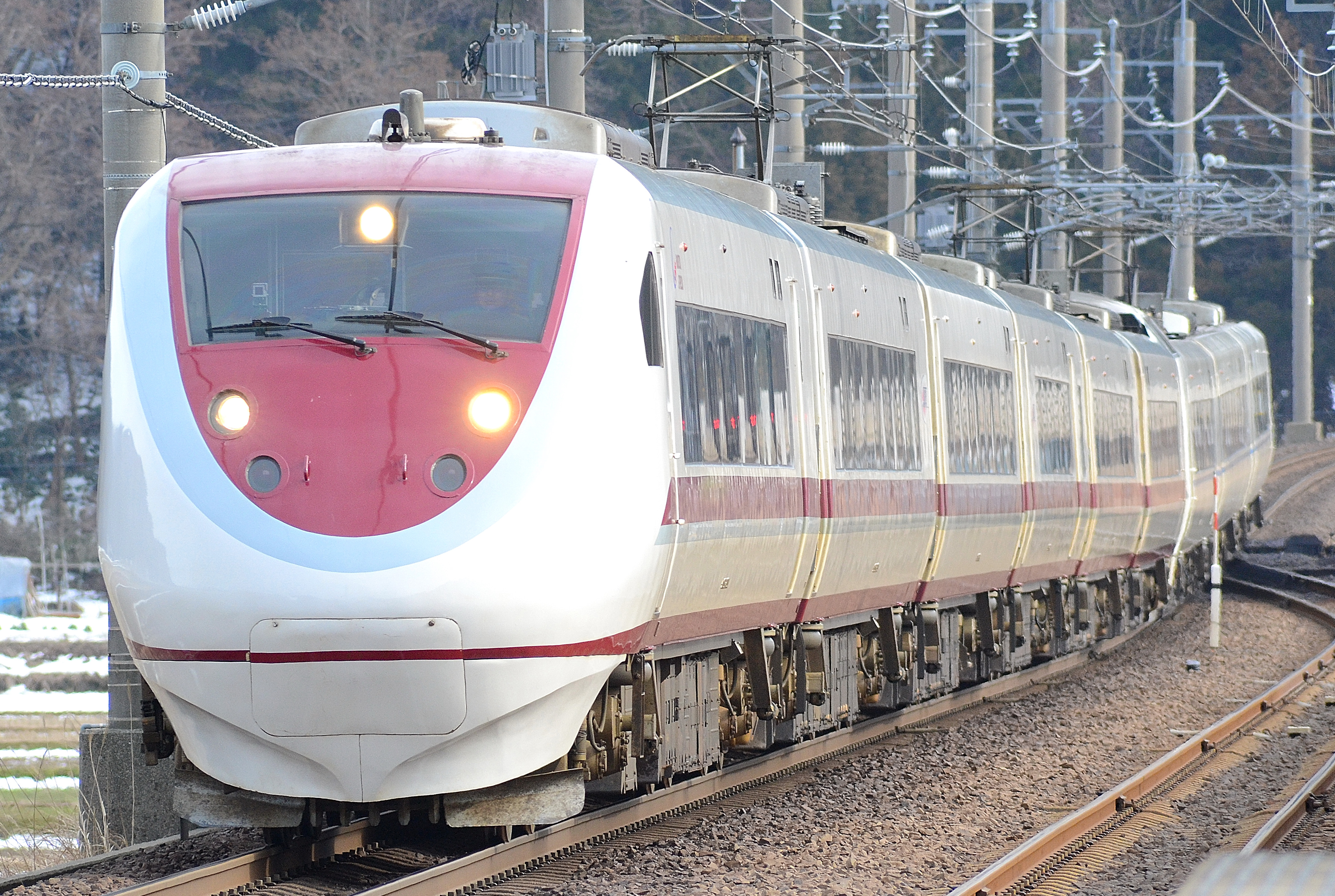
681系2000番台
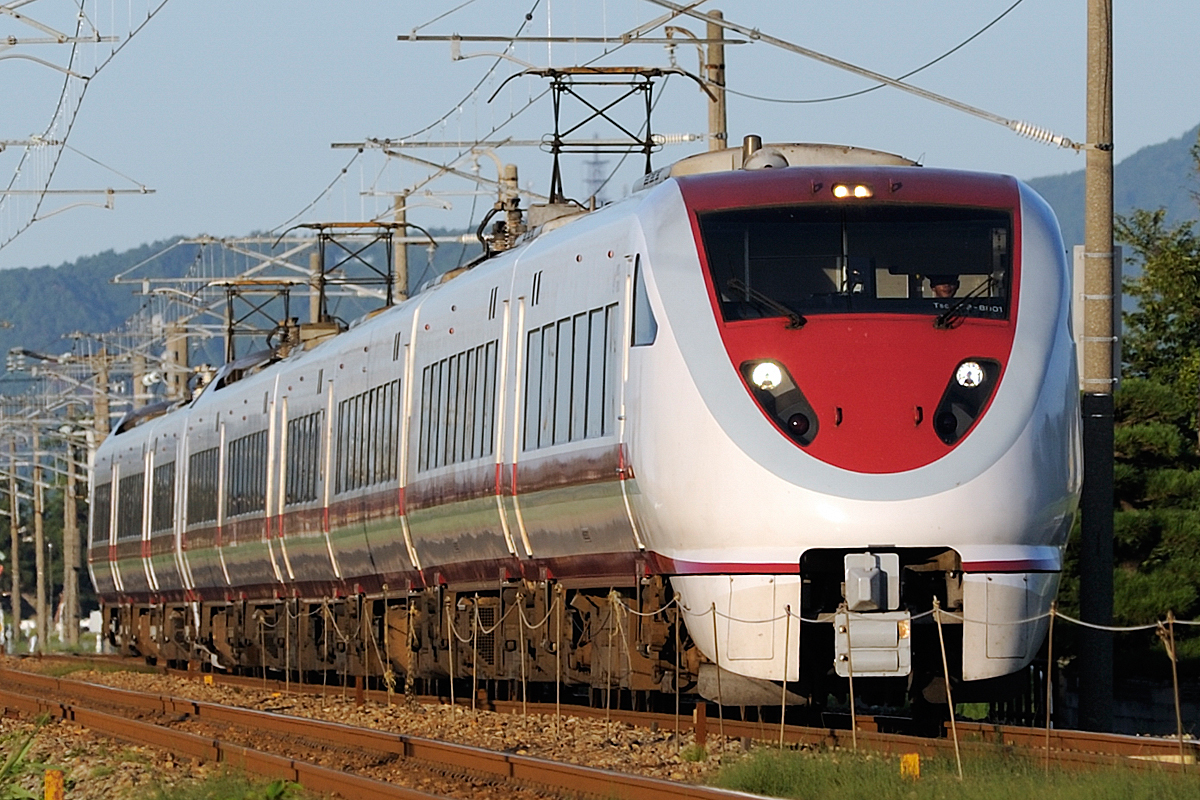
683系8000番台
  - 北越急行の主力車両で1997年の開業当初から使用されている。運用範囲はほくほく線全線と乗り入れ先の信越本線（直江津駅 - 犀潟駅）間、上越線（越後湯沢駅 - 六日町駅）間である。標準仕様・「ゆめぞらII」の0番台と「ゆめぞら」用の100番台がある。

### 過去の車両
- 681系2000番台
  - 特急「はくたか」用に1996年に登場。「スノーラビットエクスプレス」の愛称があった。西日本旅客鉄道（JR西日本）金沢総合車両所に4編成18両が常駐し、JR西日本所属車と共通運用された。北陸新幹線金沢延伸開業に伴い2015年3月13日に「はくたか」での運用を終了し、翌3月14日付けでJR西日本に譲渡され「しらさぎ」に転用された。
- 683系8000番台
  - 「はくたか」用に2編成9両が配置されていた。485系の置き換え用として2005年に登場、2015年の「はくたか」廃止後は681系2000番台とともにJR西日本へ移籍し「しらさぎ」に転用された[注釈 4]。

- HK100形
- HK100形「ゆめぞらII」
- 681系2000番台
- 683系8000番台

## 運賃・料金
2023年10月1日現在。
大人普通旅客運賃（小児半額・10円未満切り上げ）
| キロ程         | 運賃（円） | キロ程  | 運賃（円） |
| -------------- | ---------- | ------- | ---------- |
| 初乗り1 - 3 km | 210        | 31 - 33 | 800        |
| 4 - 6          | 240        | 34 - 36 | 890        |
| 7 - 9          | 260        | 37 - 39 | 970        |
| 10 - 12        | 300        | 40 - 42 | 1,020      |
| 13 - 15        | 350        | 43 - 45 | 1,080      |
| 16 - 18        | 400        | 46 - 48 | 1,130      |
| 19 - 21        | 470        | 49 - 51 | 1,190      |
| 22 - 24        | 550        | 52 - 54 | 1,230      |
| 25 - 27        | 640        | 55 - 57 | 1,270      |
| 28 - 30        | 720        | 58 - 60 | 1,310      |

大人特急料金（小児半額・10円未満切り上げ）
- 2015年3月13日以降、定期特急列車の運行はないが、臨時列車の設定が時折行われている。

| キロ程     | 指定席（円） | 自由席（円） |
| ---------- | ------------ | ------------ |
| 1 - 50 km  | 310          | 210          |
| 51 - 60 km | 520          | 420          |

大人急行料金（小児半額・10円未満切り上げ）
- ただし開業以来、定期急行列車の運行はない（過去に臨時急行として「シュプール野沢・苗場」と新潟県中越地震の復旧直後に急行「能登」が一時期ほくほく線を経由したのみ）。

| キロ程     | 指定席（円） | 自由席（円） |
| ---------- | ------------ | ------------ |
| 1 - 50 km  | 200          | 100          |
| 51 - 60 km | 310          | 210          |

大人座席指定料金（小児半額・10円未満切り上げ）
- 上の急行料金の指定席欄の額はこの座席指定料金を含む。

| 料金（円） | 100 |

グリーン料金（小児同額）
- 特急列車のグリーン車を利用の場合は乗車券・特急券（自由席特急券と同額）・グリーン券が必要。

| 料金（円） | 520 |

乗車券や特急券については通過連絡の扱いがされており、「はくたか」でほくほく線を挟んで越後湯沢と直江津・北陸方面を乗車する場合、六日町および犀潟までのJR線のキロ数によって算出された運賃・料金に六日町 - 犀潟間のほくほく線運賃・料金を足した額となる。なお、上越新幹線の越後湯沢駅で新幹線列車と「はくたか」を乗り換える場合のJR分の特急料金については、新幹線の乗り継ぎ割引の対象となっていた。
なお、東京・大宮方面から北陸方面への往復については、上越新幹線や「はくたか」が利用できる特別企画乗車券「北陸フリー乗車券」がJR東日本から通年（利用期間の制限なし）で発売されていたが、ほくほく線内を含むフリーエリア以外での途中下車はできない。
他のJRの特別企画乗車券でも、週末パスや三連休東日本・函館パス、えちごツーデーパスなど、ほくほく線に乗車可能なものがある。

## 関連商品
開業から1年後、『電車でGO!』シリーズに、ほくほく線全区間および乗り入れ区間が収録された。
- 電車でGO!2高速編（1998年4月稼働開始　アーケードゲーム）
- 電車でGO!2（1999年3月18日発売 PlayStation用ソフト）
- 電車でGO! プロフェッショナル仕様 （1999年12月9日発売 PlayStation用ソフト）
- 電車でGO!64（1999年7月23日発売 NINTENDO 64用ソフト）

この他に模型や玩具など多数の商品化が行われている。

## 今後の課題
先述の通り、2014年度以前の北越急行の収益中、普通列車の収益は全体の1割にも満たないことから、北陸新幹線開業に備えて、利益を赤字補填用に蓄え、2013年（平成25年）3月31日時点で約92億円の剰余金を持った状態で2015年3月14日の北陸新幹線金沢開業を迎えた。特急「はくたか」は北越急行の経営を支える列車であったため、北陸新幹線金沢開業に伴う特急「はくたか」の廃止は北越急行の経営に大きく影響する。当面は内部留保を切り崩しながら30年は営業できる見通しである。
新たな収入源として夜間の一部定期普通列車の六日町駅 - うらがわら駅間にて宅配便の荷物を輸送する、いわゆる「貨客混載」を行うことで佐川急便と合意した。2017年春のダイヤ改正以降、適切な停車時間を設定した夜間の列車で、本格的な運用を開始する予定としていた。
2016年11月に試験運行を行い、2017年4月18日より荷物輸送を開始した。当面は平日のみの取り扱いで、越後湯沢駅19時53分発と直江津駅20時44分発の1往復を対象に、列車の車内の一部にスペースを設けて荷物搭載用カーゴを搭載し、宅配荷物を運ぶ。荷物輸送はいずれも途中の六日町駅 - うらがわら駅間のみで、六日町・うらがわら両駅の停車時間は所定ダイヤで3分を確保してトラックと列車間の積み替えに対応させている。